# GySEV 5147
De serie 5147 is een tweedelig dieseltreinstel voor het regionaal personenvervoer van de Hongaarse spoorwegmaatschappij Győr-Sopron-Ebenfurti Vasút (GySEV).

## Geschiedenis
De Österreichische Bundesbahnen gaf in 1983 aan Jenbacher Werke in Jenbach opbracht voor de bouw van nieuwe dieseltreinen naar voorbeeld van de Duitse BR 627 De eerste trein werd in juni 1987 op een rit tussen Jenbach en Rosenburg am Kamp aan de vakpers gepresenteerd. Het treinstel is uit de serie 5047 door Jenbacher Werke verder ontwikkeld tot een tweedelige eenheid.

## Constructie en techniek
Het treinstel is van een schoefkoppeling voorzien. De treinen werden geleverd als motorwagen met hydraulische transmissie. Deze treinen kunnen tot drie stuks gecombineerd rijden. De treinen zijn uitgerust met luchtvering.

### Nummers
De treinen werden door de Győr-Sopron-Ebenfurti Vasút (GySEV) vernummerd:
- 5147 501/502 in 4751 511/512

## Treindiensten
De treindienst wordt door Győr-Sopron-Ebenfurti Vasút (GySEV) ingezet op de volgende traject:
- Neusiedl am See - Fertőszentmiklós